# Salina trilobata
Salina trilobata är en urinsektsart som beskrevs av Mills 1932. Salina trilobata ingår i släktet Salina och familjen Paronellidae. Inga underarter finns listade i Catalogue of Life.